# The Voice (Eimear Quinn)
The Voice è il brano musicale vincitore dell'Eurovision Song Contest 1996, interpretato dalla cantante irlandese Eimear Quinn, scritto e composto dal connazionale Brendan Graham. La canzone ha partecipato in rappresentanza dell'Irlanda.

## Altre versioni
Il brano è stato interpretato dal gruppo femminile Celtic Woman per l'album Celtic Woman: The Greatest Journey (2008).

## Classifiche
| Classifica (1996) | Posizione massima |
| ----------------- | ----------------- |
| Belgio (Fiandre)  | 9                 |
| Belgio (Vallonia) | 30                |
| Irlanda           | 3                 |
| Paesi Bassi       | 21                |
| Svezia            | 31                |